# Oeiras (Piauí)
Oeiras é um município brasileiro do estado do Piauí, na Região Nordeste. Localiza-se a uma latitude 07º01'30" sul e a uma longitude 42º07'51" oeste, no sertão piauiense , tendo uma população de acordo com o censo de 2022 de 38 161 habitantes.

## Topônimo
Segundo o Dicionário Onomástico Etimológico da Língua Portuguesa, de autoria do professor, filólogo, linguista, historiador, dicionarista, camonista, bibliógrafo e arabista português: José Pedro Machado, a palavra Oeiras pode ter origem no termo em latim aurarias, que significa "minas de ouro". Aurarias é o plural de auraria, ou seja "mina de ouro" em latim.
O nome da cidade é uma homenagem ao nobre fidalgo português, diplomata, estadista e secretário de Estado do Reino de Portugal: Sebastião José de Carvalho e Melo, o controverso, carismático e famoso, Marquês de Pombal, também Conde da vila Portuguesa de Oeiras e Primeiro-ministro de Portugal durante o reinado de D. José I.

## História
Oeiras foi o berço da colonização portuguesa na Província do Piauí, a cidade de Oeiras teve seu surgimento motivado pela criação bovina. Em meados do século XVII, a criação de gado foi empurrada pela Coroa Portuguesa para o interior, com o intuito de deixar as terras próximas ao litoral livres para o plantio da cana-de-açúcar, atividade mais lucrativa do Brasil Colônia à época. Com isso, a Coroa portuguesa doou terras no interior da Região Nordeste do Brasil para a povoação portuguesa, Luso-brasileira e criação bovina, em regime de sesmarias.
Sendo assim, dezenas de bandeirantes desbravadores se adentraram pelas terras do interior nordestino, em busca de terras apropriadas para criar gado. Um desses foi o português Domingos Afonso Mafrense, em conjunto com seu irmão Julião Serra, que foram os responsáveis pela colonização das terras onde hoje se localiza o município de Oeiras e a fundação da Igreja Matriz de Nossa Senhora da Vitória.
Domingos Afonso Mafrense tornou-se proprietário de muitas fazendas de gado no sul do Piauí, dentre elas merece destaque a Fazenda Cabrobó, no vale do Riacho Mocha, possivelmente fundada na década de 1670, que deu origem ao núcleo populacional da Vila da Mocha, hoje atual Oeiras, que fôra a primeira capital do Piauí.
Em 1697, dois padres jesuítas, sendo o principal deles o Padre Miguel Carvalho, construíram uma pequena capela de taipa e palha, no lugar onde se desenvolveria a Vila da Mocha.
Em 1711, Domingos Afonso Mafrense morreu, sem deixar herdeiros, e destinou seus bens para aos padres jesuítas da Companhia de Jesus, sendo que a Fazenda Cabrobó seria a mais importante dentre as fazendas administradas pelos jesuítas em terras legadas por Domingos Afonso Mafrense.
Com o crescimento da população, houve a necessidade da instalação de igrejas no território. Sendo assim, o bispo de Pernambuco autorizou a criação de uma freguesia com o nome de Nossa Senhora das Vitórias em uma região localizada entre o riacho Mocha e o rio Canindé.
A evolução do povoado é grande e, em 1712, a Mocha se torna vila, por ordem do rei D. João V. Em 1718, o Piauí foi desmembrado da capitania do Maranhão e se tornou independente da administração do Maranhão. A ordem do rei de Portugal foi para que se instalá-se a capital na Vila da Mocha.
Em 1749, jesuítas oriundos do Colégio do Maranhão fundaram o Seminário do Rio Parnaíba, consagrado à Santa Úrsula, que teve o padre Francisco Ribeiro, como o primeiro regente. Esse foi o primeiro estabelecimento de ensino secundário, com ensino de gramática e humanidades naquela região.
O decreto só vem a ser cumprido em 1759, quando chega o primeiro governador do estado, João Pereira Caldas. Mas só em 1761, dois anos após se tornar capital, é que a Vila da Mocha foi elevada a categoria de cidade, com o nome de Oeiras, em homenagem ao Primeiro-ministro de Portugal: Sebastião José de Carvalho e Melo, então Conde de Oeiras e que ficou conhecido na história como o Marquês de Pombal.
Oeiras foi capital do Piauí por 92 anos. Nesse período, foi a mais importante cidade da capitania e depois da independência, da Província do Piauí. Foi ai que, em 24 de janeiro de 1823, sob a liderança do oeirense Manuel de Sousa Martins, o Barão da Parnaíba, foi proclamada a adesão do Piauí à Independência do Brasil.
Após deixar de ser capital em 1852 (a capital foi transferida para Teresina), Oeiras entrou em decadência. O século XX chegou com Oeiras num marasmo cultural que prejudicou o desenvolvimento da cidade.
A mudança só veio com a chegada da Era Vargas (1930-1945), quando Oeiras passou a se desenvolver. Grandes obras públicas dessa época permanecem intactas até os dias atuais, como o Cine Teatro, o Passeio Público Leônidas Melo, o Mercado Público, etc.
Oeiras chegou ao século XXI com um crescimento importante da iniciativa privada no setor de serviços, além de permanecer como polo primário de destaque regional.

## Geografia
Segundo o Instituto Brasileiro de Geografia e Estatística (IBGE) sua população recenseada em 2022 era de 37.161 habitantes. Sua extensão territorial é de 2.720 km², o que lhe confere a densidade demográfica de 12,7 hab/km². Por ter a primeira capital do Piauí, sua localização é estratégica, no centro do estado.
Localizado nos baixos planaltos do médio-baixo Parnaíba, mais precisamente no vale do rio Canindé, Oeiras tem altitudes máximas de 300 metros, com vários morros dentro e ao redor da cidade. é perceptível a irregularidade do relevo oeirense nos bairros que variam de altitude, uns altos e outros mais baixos. As maiores altitudes são encontradas no bairro Soizão que praticamente fica em cima de um morro. Já as menores altitudes ficam próximos ao rio Canindé no bairro Fomento, mais conhecido como beira rio.
Oeiras está na bacia sedimentar Piauí/Maranhão, que cobre boa parte do Piauí. A base geológica do solo oeirense é composto pela formação dos depósitos colúvio-eluviais, formação da pedra do fogo, e formação cabeças. A argila é o principal mineral produzido no município. Sua localização lhe coloca numa região de transição, sendo predominante a caatinga com manchas de campo do cerrado, tendo uma diversidade biológica típica piauiense. Muitas plantas são encontradas nesses dois biomas como: carnaúba, buriti, juazeiro, pequi, jatobá. Dentre as espécies da fauna encontramos tatu, carcará (ave símbolo da cidade), onça pintada, gambá e sapo cururu.
O clima é tropical semiárido, com distribuição de chuvas concentradas entre outubro e abril. As temperaturas são elevadas durante o ano inteiro, podendo chegar a mais de 40 °C nos meses mais quentes. Segundo dados da estação meteorológica automática do Instituto Nacional de Meteorologia (INMET) no município, em operação desde 22 de julho de 2008, a menor temperatura registrada em Oeiras foi de 11,6 °C em 25 de junho de 2018 e a maior atingiu 42,4 °C em 25 de setembro de 2023. O maior acumulado de precipitação em 24 horas foi de 226,6 milímetros (mm) em 5 de abril de 2019. A maior rajada de vento foi registrada em 4 de novembro de 2014, chegando a 23 m/s (82,8 km/h). O menor índice de umidade relativa do ar (URA) chegou a 10%, nas tardes dos dias 14 e 15 de setembro de 2012, 28 de agosto de 2013, 17 e 18 de outubro de 2015, 13 de novembro de 2015, 29 de outubro de 2016, 26 de novembro de 2016 e 22 de setembro de 2018.
| Dados climatológicos para Oeiras                                                                               | Dados climatológicos para Oeiras | Dados climatológicos para Oeiras | Dados climatológicos para Oeiras | Dados climatológicos para Oeiras | Dados climatológicos para Oeiras | Dados climatológicos para Oeiras | Dados climatológicos para Oeiras | Dados climatológicos para Oeiras | Dados climatológicos para Oeiras | Dados climatológicos para Oeiras | Dados climatológicos para Oeiras | Dados climatológicos para Oeiras | Dados climatológicos para Oeiras |
| Mês | Jan                              | Fev                              | Mar                              | Abr                              | Mai                              | Jun                              | Jul                              | Ago                              | Set                              | Out                              | Nov                              | Dez                              | Ano                              |
| --- | -------------------------------- | -------------------------------- | -------------------------------- | -------------------------------- | -------------------------------- | -------------------------------- | -------------------------------- | -------------------------------- | -------------------------------- | -------------------------------- | -------------------------------- | -------------------------------- | -------------------------------- |
| Temperatura máxima recorde (°C)                                                                                | 39,3                             | 39                               | 38,7                             | 38,9                             | 38,9                             | 39,3                             | 38,6                             | 40,2                             | 42,4                             | 42,3                             | 41,9                             | 42                               | 42,4                             |
| Temperatura máxima média (°C)                                                                                  | 33,2                             | 32,5                             | 31,6                             | 32,3                             | 32,7                             | 33                               | 33,7                             | 35,6                             | 37,5                             | 37,8                             | 35,8                             | 34,5                             | 34,2                             |
| Temperatura média compensada (°C)                                                                              | 27,3                             | 27,1                             | 27,1                             | 26,9                             | 26,6                             | 25,9                             | 25,6                             | 26,4                             | 28,3                             | 29,3                             | 28,9                             | 27,9                             | 27,3                             |
| Temperatura mínima média (°C)                                                                                  | 21                               | 20,6                             | 20,3                             | 20,2                             | 18,8                             | 17                               | 16,3                             | 17,2                             | 20,7                             | 22,4                             | 22,5                             | 21,8                             | 19,9                             |
| Temperatura mínima recorde (°C)                                                                                | 17,5                             | 17,2                             | 17,2                             | 15,9                             | 15,6                             | 11,6                             | 12,8                             | 14,1                             | 14,9                             | 15,7                             | 17,2                             | 17,4                             | 11,6                             |
| Precipitação (mm)                                                                                              | 162                              | 169                              | 182                              | 115                              | 23                               | 8                                | 3                                | 1                                | 7                                | 37                               | 78                               | 123                              | 908                              |
| Fonte: Universidade Federal de Campina Grande (UFCG) (médias de temperatura) e Climate-data.org (precipitação) |                                  |                                  |                                  |                                  |                                  |                                  |                                  |                                  |                                  |                                  |                                  |                                  |                                  |
| Fonte 2: Instituto Nacional de Meteorologia (INMET) (recordes de temperatura: 22/07/2008-presente)             |                                  |                                  |                                  |                                  |                                  |                                  |                                  |                                  |                                  |                                  |                                  |                                  |                                  |

### Hidrografia
Águas subterrâneas
O potencial hídrico subterrâneo é médio a forte formando assim muitos "olhos d'água", gerando áreas úmidas chamadas regionalmente de brejos, dando assim origem a riachos e grotas.
Águas superficiais
O principal curso d´água é o rio Canindé, que é um rio temporário. Seu volume de água varia de acordo com o tempo, geralmente está mais cheio no verão e mais seco no inverno período que chove menos. Outras fontes de água presente estão riachos na zona rural, açudes e as barragens Soizão e Salinas.

### Limites municipais
- Norte: Cajazeiras do Piauí, Santa Rosa do Piauí, Barra d'Alcântara, Novo Oriente do Piauí e Tanque do Piauí.
- Sul: São Francisco do Piauí, Colônia do Piauí e Wall Ferraz.
- Leste: Ipiranga do Piauí, São João da Varjota e Santa Cruz do Piauí.
- Oeste: Nazaré do Piauí.

## Cidades irmãs
Oeiras é atualmente geminada com:
- Oeiras, Portugal

## Economia

### Comércio
O comércio representa a principal fonte de renda do município. Oeiras é o principal centro comercial do vale do Rio Canindé articulando uma região de mais de 100.000 pessoas que fazem o setor de comércio oeirense se dinamizar. A Área comercial da cidade esta localizada ao redor do Mercado Público Municipal sendo que este sofre uma expansão considerável na direção leste.

## Turismo

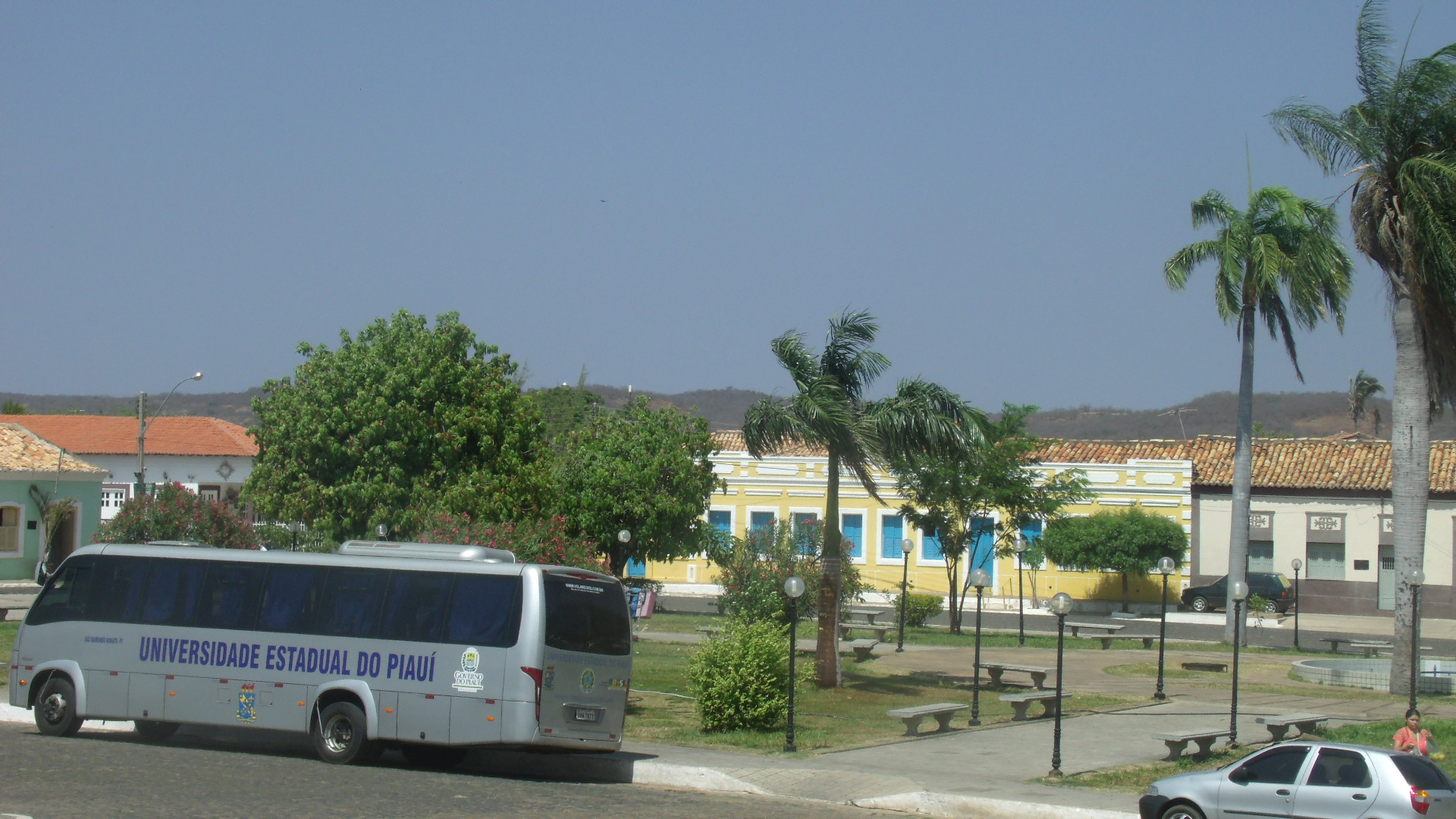
Vista da Praça da Matriz.

Oeiras é tida como uma das cidades mais religiosas do estado.[carece de fontes?] Destacam-se as festas da Padroeira Nossa Senhora da Vitória, em 15/08, de Nossa Senhora da Conceição, em 08/12 e a Semana Santa.

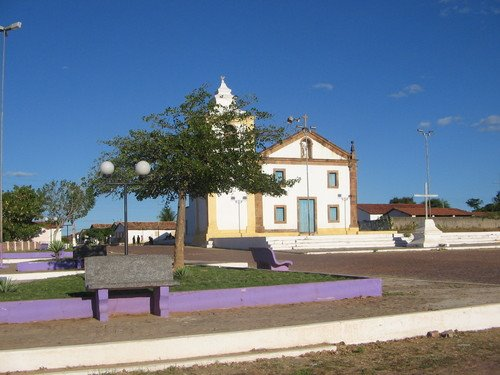
Igreja de N.S do Rosário.

Oeiras é um ponto de peregrinação de fiéis em diversas datas religiosas. A tradicional Semana Santa, maior festa religiosa da região, atrai pessoas de várias regiões do Piauí. A Procissão de Bom Jesus do Passos, a Procissão do Fogaréu e a Descida da Cruz são uns dos mais significativos eventos da Primeira Capital piauiense.

### Monumento nacional
Em razão de Oeiras possuir preservado acervo arquitetônico colonial foi oficializada como Monumento Nacional  pelo Congresso Nacional do Brasil por meio da  Lei Federal nº 7.745, sancionada em 30 de março de 1989.

## Educação[18]

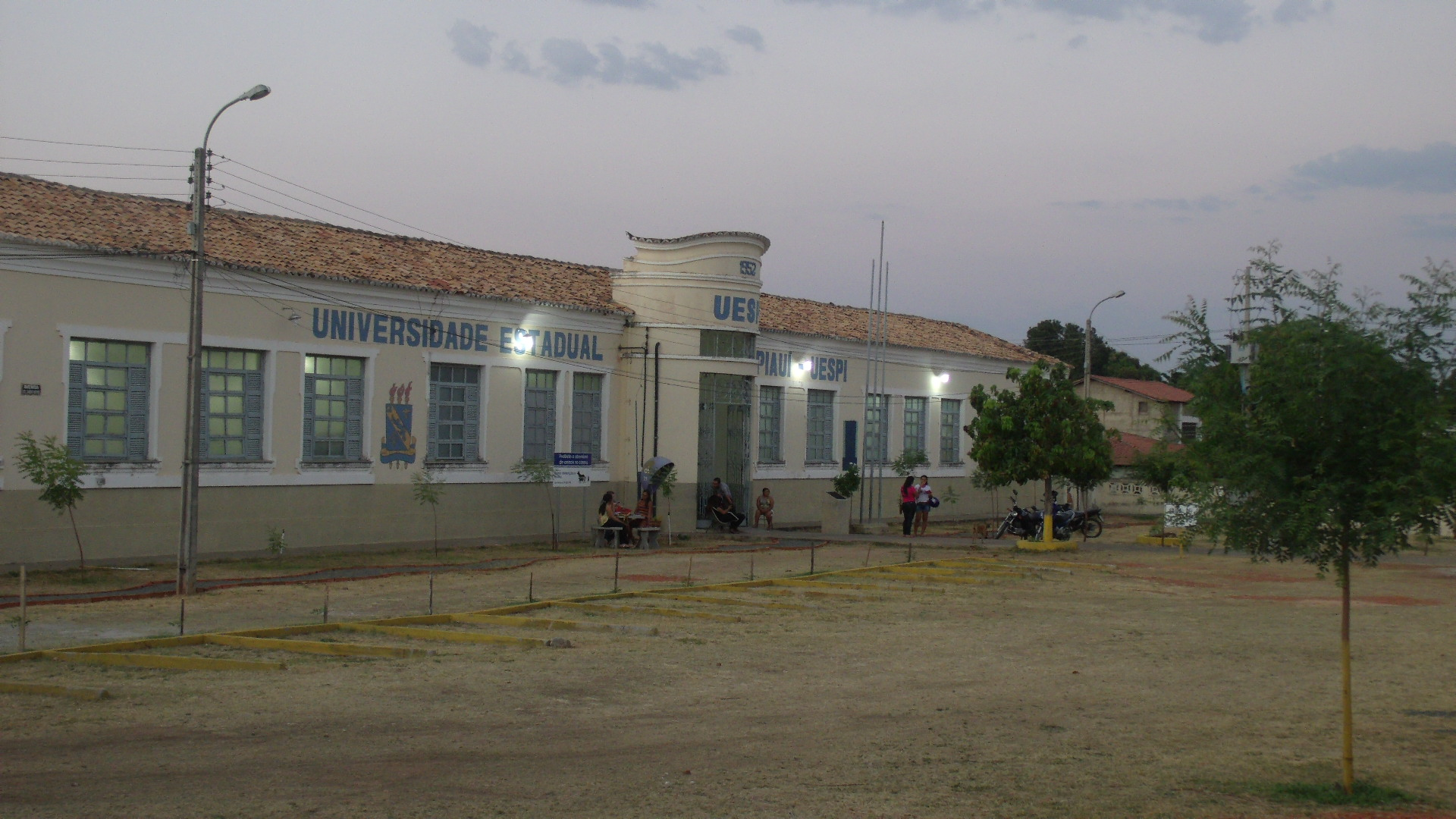
UESPI- Oeiras- Piauí

Oeiras conta com diversas redes de ensino privado e público.
Problemas da educação de um Brasil real passam todos os dias pelo divã de Tiana Tapety, como a Secretária de Educação de Oeiras chama seu período de atendimento das 7h às 13h. Sobre sua mesa, nenhum computador. Pastas e livros dividem o espaço com uma pequena imagem de Jesus, que assiste ao entra e sai de funcionários, pais e professores, e às discussões sobre estratégias para driblar recursos escassos, problemas sociais de todo tipo, o excesso de calor e, quem poderia imaginar, até mesmo os transtornos causados pela tão esperada queda da temperatura, como a chuva de besouros bufão.
Oeiras é hoje uma cidade que respira educação. Enquanto em Brasília se discutia o Escola Sem Partido, projeto que visa proibir posicionamento ideológico ou político na sala de aula — arquivado recentemente na Câmara—, o foco da primeira capital do Piauí era garantir equidade nas escolas rurais, crianças 100% alfabetizadas, cultivo do gosto pela leitura e abordagem individual do ensino.
É assim desde 2013, quando Tiana Tapety assumiu a Secretaria Municipal de Educação, que atende a 6.200 crianças no ensino fundamental (da Educação Infantil ao 9º ano), e que em 2017, conseguiu atingir 7,1 no Índice de Desenvolvimento da Educação Básica (IDEB) no 5ª ano. O indicador, que varia de 0 a 10, é calculado a partir dos dados sobre aprovação escolar e médias da Prova Brasil, que avalia o conhecimento em Língua Portuguesa, com foco em leitura, e em Matemática, voltado para a resolução de problemas. Oeiras superou a meta proposta pelo Inep para 2021, quando se espera que todo o Brasil deve alcançar a nota 6,0 — o que corresponderá a um sistema educacional com o mínimo de qualidade para arriscar uma comparação com alguns países desenvolvidos. Em 2017, a média nacional ficou em 5,8 nos anos iniciais.
À primeira vista, o salto de Oeiras na educação até parece conto de vendedor, mas não é preciso mais do que meia hora de conversa com educadores e alunos para saber que o olhar da cidade está muito mais para Finlândia, que tem um dos melhores sistemas de educação do mundo, do que para Brasília. As metas pouco ambiciosas do Inep, assim como os temas que distraem o debate sobre educação não parecem interessar. 'Kit Gay? Não existe", afirma Tapety. "Escola sem Partido? "Coisa de quem quer censurar a sala de aula, negar a criticidade”, resume a secretária, sem dar muito assunto.
Tapety tem clara qual é a sua prioridade: "Oferecer condições para que os estudantes disputem em pé de igualdade e possam se sobressair". O 10 no IDEB é desejável, mas a prova não é prioridade. Há outros benefícios na evolução da educação além do destaque em avaliações. O resgate da credibilidade da escola e a melhoria da autoestima da população, por exemplo. "Você é de São Paulo?", pergunta Washington Luís Santos, diretor da escola de educação infantil Girassol. "Temos recebido muitas crianças de lá sem saber ler", comenta o diretor com um tom de decepção, mas sem esconder o orgulho de quem pode se comparar com a rica metrópole do Sudeste.
Nem sempre foi assim. A extrema vulnerabilidade econômica tornou o Piauí um dos principais polos exportadores de mão-de-obra escrava do país. A baixa qualificação dos trabalhadores locais, muitos analfabetos, aliada à pouca oportunidade de emprego, até hoje atrai aliciadores de fazendeiros e empreiteiros da construção em busca de mão-de-obra barata. Ser reconhecido pela excelência da educação e se tornar um exportador de cérebros será uma mudança de paradigma. “Agora as escolas particulares ligam para oferecer ajuda aos meninos, como se eles já tivessem vindo prontos”, conta Tapety, que ainda não sabe como lidar com o assédio sobre os estudantes que ganharam 18 premiações na Olimpíada Brasileira de Matemática das Escolas Públicas (OBMEP), sendo uma medalha de ouro, duas de prata e quatro de bronze.
A rede municipal de Oeiras ganhou a fama de fechadora de escolas particulares, após três unidades deixarem de existir desde 2013. A educação pública forte e gratuita virou concorrência direta. Tiana não parece se importar com as críticas. "Há oportunidade ainda no mercado de ensino médio", avalia, com a experiência de quem já atuou na iniciativa privada.
O ensino médio, aliás, é o grande ponto fraco da cidade, e onde Tapety encontra um descasamento com o esforço para virar o jogo da educação. A rede municipal mandou de 1.000 alunos para a rede estadual, que é responsável no pacto federativo pelos últimos anos do ensino básico. O desempenho da rede do Estado, no entanto, fica muito pior que o desempenho do fundamental. As escolas estaduais presentes em Oeiras tiveram uma média de 3,7 no IDEB, em 2017, um pouco abaixo da média brasileira, de 3,8.
Oeiras avançou de 4 no IDEB, em 2013, para 5,4, em 2015. A evasão escolar diminuiu de 32% para 21%. Mas um fantasma ainda assombrava as escolas. Em uma avaliação interna no começo de 2017, foi identificado que sete em cada dez crianças que chegavam no 5º ano não sabiam ler. “Ficamos apavorados. Sabíamos que era preciso fazer diferente. Restava saber como”, afirma.
A rede participava de todos os programas de alfabetização do Governo Federal, mas nenhum dava resultado concreto. Foi o poeta e escritor piauiense, Cineas Santos, que mostrou um caminho. Ele contou que em uma escola municipal de Teresina chamada Casa Meio Norte, duas educadoras— Ruthneia Lima e Osana Morais— desenvolveram uma metodologia capaz de alfabetizar crianças de forma rápida e efetiva, mesmo em situação de extrema vulnerabilidade.
Tapety admite que desconfiou da promessa. Mas depois de bater em várias portas, inclusive em Sobral, no Ceará, que se tornou famosa pela qualidade do ensino —a rede municipal registrou nota no IDEB de 9,1 nos anos iniciais do ensino fundamental, em 2017—, não viu outra opção e decidiu apostar na intervenção de educação proposta pelas pedagogas.
Oeiras contratou as educadoras de Teresina para fazer uma intervenção de alfabetização. Batizado de Projeto Borboleta, o programa consiste, na prática pedagógica, no desenvolvimento de uma série de sequências didáticas alternativas, que tem como foco a evolução das habilidades de leitura e interpretação —em português e em matemática—, a ser realizado por todas as disciplinas.
Algumas das escolas públicas e privadas de Educação Básica:
- U.E. Armando Burlamaqui
- U.E. Prof. Balduíno B. de Deus - CAIC
- Centro de Ensino Médio de Tempo Integral (CETI) - Pedro Sá
- Centro de Ensino Médio de Tempo Integral(CETI)- Rocha Neto
- U.E. Costa Alvarenga
- U.E. Dr. José Coelho Reis
- U.E. Orlando Carvalho
- U.E. Nogueira Tapety
- U.E. Farmacêutico João Carvalho
- Sociedade Educacional Paulo Freire - privada
- Instituto Barros de Ensino - IBENS - privada
- Instituto Educacional Mahatma Gandhi - privada
- Instituto Fontes de Ensino - privada

Escolas públicas e privadas de Ensino Técnico:
- CEEP - Centro Estadual de  Educação Profissional
- Instituto Fontes de Ensino

Universidades públicas e privadas:
- Universidade Estadual do Piauí - UESPI
- Universidade Norte do Paraná - UNOPAR
- Instituto Federal de Educação, Ciência e Tecnologia do Piauí - IFPI
- Instituto Educacional Kairós
- Leal Informática

## Comunicações

### Estações de rádios
Consulte abaixo a listagem das rádios que são captadas em Oeiras:

### Emissoras de TV
Consulte abaixo a listagem dos canais de televisão que são captadas em Oeiras:

## Cultura

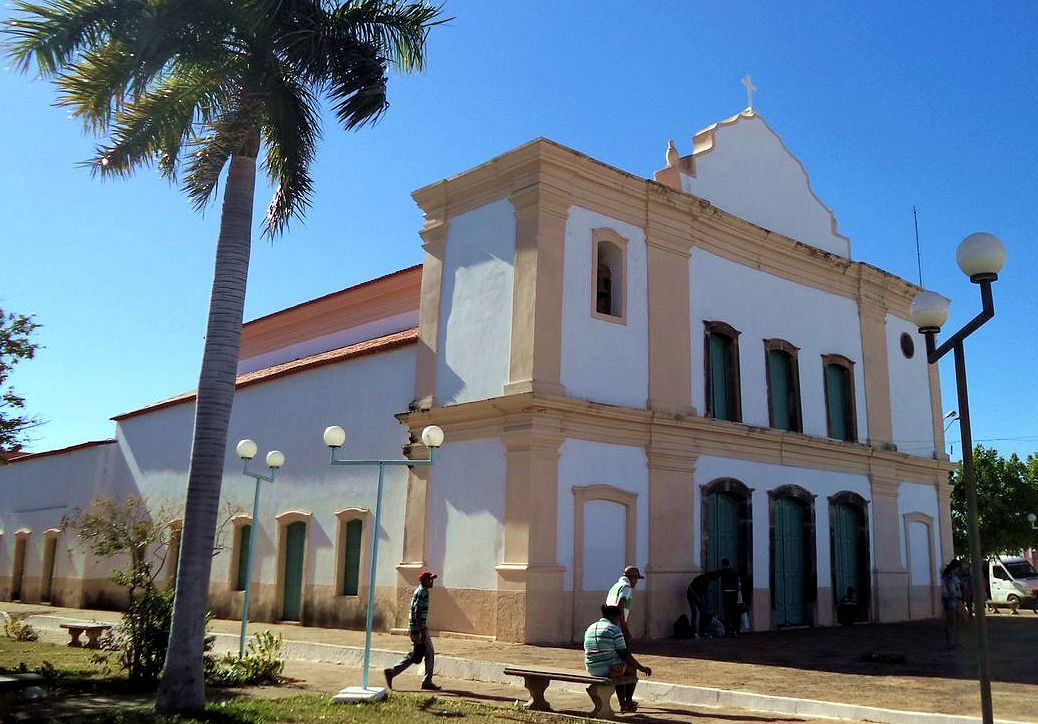
Conjunto Histórico e Paisagístico de Oeiras

Oeiras é um importante polo cultural do Piauí, sua diversidade é extensa e importante para o estado. Foi tombada pelo IPHAN no ano de 2012 como patrimônio cultural nacional, se assim reconhecida sua importância cultural no cenário piauiense e brasileiro. É uma cidade rica de Cultura. Podemos nos deparar com tantas e tantas manifestações culturais, dentre elas, Suas Procissões, Congos, Bandolins, Grupos de Reisados. Neste podemos citar o "Reisado do Bairro Canela", que teve como grande figura principal o Senhor Quelé, que foi morador deste bairro por longos tempos e que difundiu essa Cultura em nossa região. Com sua morte, hoje este grupo é representados por jovens moradores deste bairro (Canela),  comandado pelo seu mestre Weslley Nunes,  popularmente conhecido por Boy. Os Congos, outro tradicional grupo, tem suas origens no bairro Rosário, e hoje comandado por Flávio.
Dentre os artistas mais conhecidos da cidade temos:
O.G.Rego de Carvalho, autor dos livros Ulisses entre o amor e a morte, Rio Subterrâneo e Somos todos inocentes;
Alvina Gameiro;
José Expedito Rêgo, autor dos livros Malhadinha e Os caminhos da loucura;
Os poetas: Nogueira Tapety, Gerson Campos, Rogério Newton, João Carvalho, Vivaldo Simão, Edilberto Vilanova e Rogério Freitas.
Na música: Vavá Ribeiro, Vanúsia Marques, Karine Santos, Vivaldo Simão, maestro Aurélio Melo, Ricardo Totte, Emerson Boy, dentre outros.

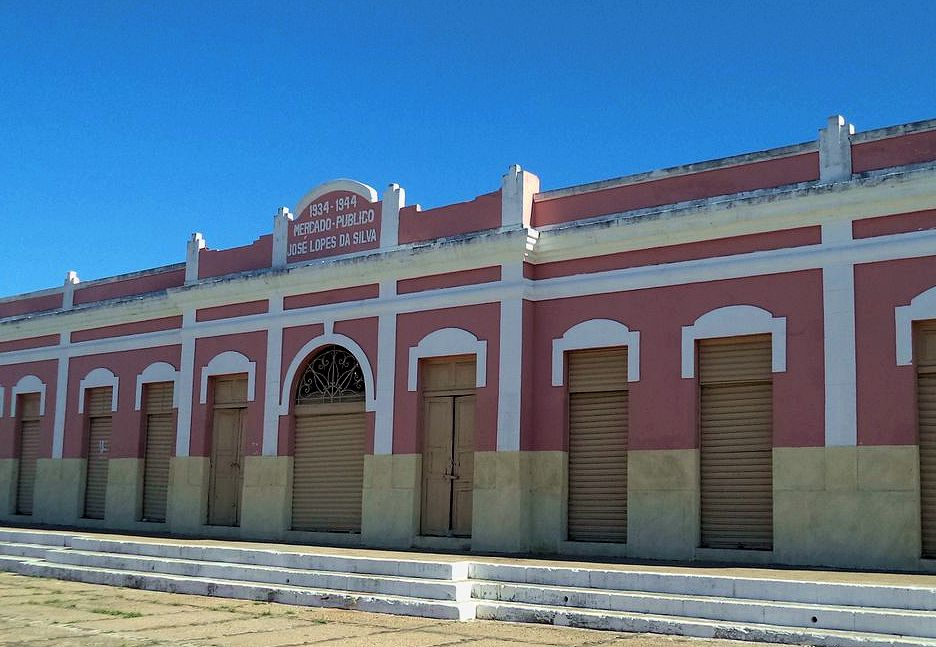
Mercado Público José Lopes da Silva, que é parte do centro histórico da cidade

São tantas e tantas manifestações culturais nesta cidade que o seu povo se orgulha em fazer parte dessa terra querida.

### Biblioteca municipal
Uma biblioteca municipal também é um dos lugares do turismo de uma cidade e o  município de Oeiras  tem a Biblioteca Municipal de Oeiras também conhecida como Biblioteca Pública Municipal Solar das 12 Janelas e conforme a lista do Sistema Nacional de Bibliotecas Públicas fica situada na praça das vitórias, s/n, no centro histórico da área urbana.

### Espaços culturais e museus

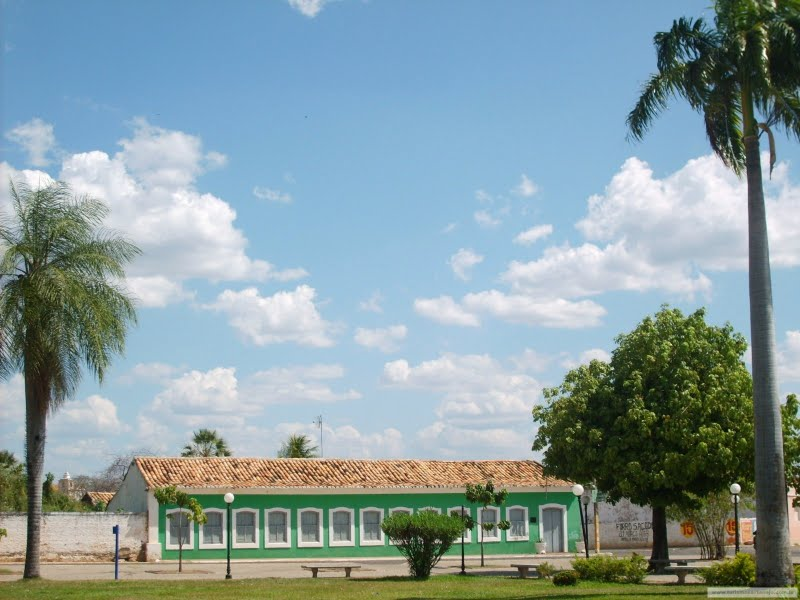
Espaço cultural Solar das Doze Janelas.

- Casa da Cultura (Solar das Doze Janelas): Espaço cultural com biblioteca, espaço teatral, sala de informática, e exposições históricas;
- Centro de artesanato Salomé Tapety: Espaço de exposição e venda de artesanato;
- Museu de Arte Sacra: Principal museu da cidade;
- Sobrado Major Selemérico: Edifício histórico com exposição de objetos históricos.
- Casa da Pólvora: o primeiro museu do Piauí, onde eram guardadas armas que utilizavam pólvora.
- Museu do Divino Espírito Santo: Exposição de objetos sacros com esculturas, objetos e quadros.
- Cine Teatro de Oeiras: Cinema-teatro.
- Centro Histórico de Oeiras(tombada pelo IPHAN)
- Ponte Grande (primeira ponte de pedra do Piauí)[20]
- Centro Cultural no bairro Canela: Grupo de Reisado